# Exomalopsis cyclura
Exomalopsis cyclura är en biart som beskrevs av Cockerell 1938. Exomalopsis cyclura ingår i släktet Exomalopsis och familjen långtungebin. Inga underarter finns listade i Catalogue of Life.